# Kōgō (boîte à encens)
Un kōgō (香合) est une boîte à encens utilisée au Japon lors de la cérémonie du thé. Ces petits contenants de formes variées, le plus souvent en terre cuite émaillée, en bois laqué ou en porcelaine blanche à décor coloré, étaient fabriqués dans tout le Japon à partir des années 1600.
D'un diamètre moyen de 6 cm, les kōgō représentent souvent des animaux, des plantes ou des figures humaines. On y conservait l'encens qui était brûlé sur le charbon durant la cérémonie du thé.

## Exemples

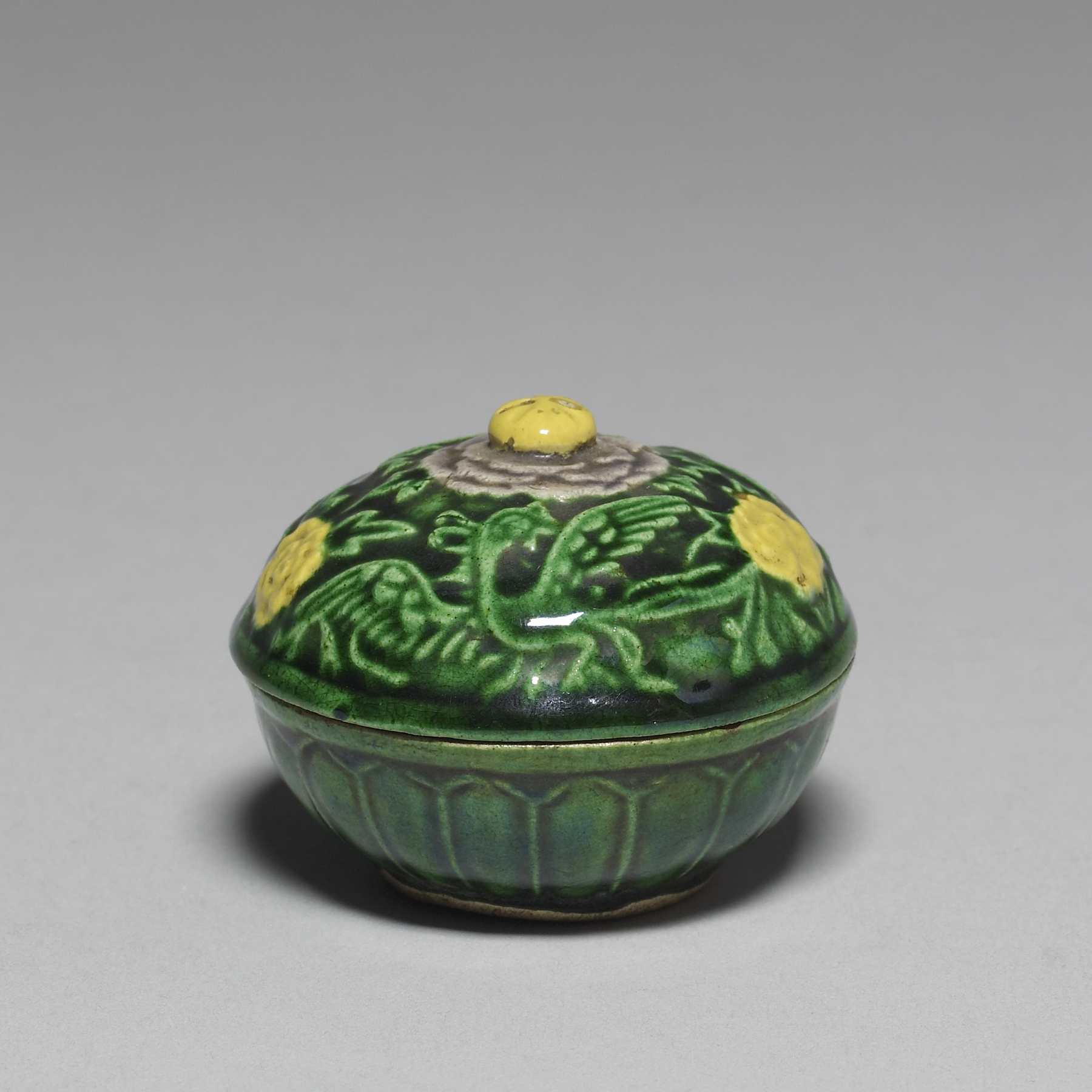
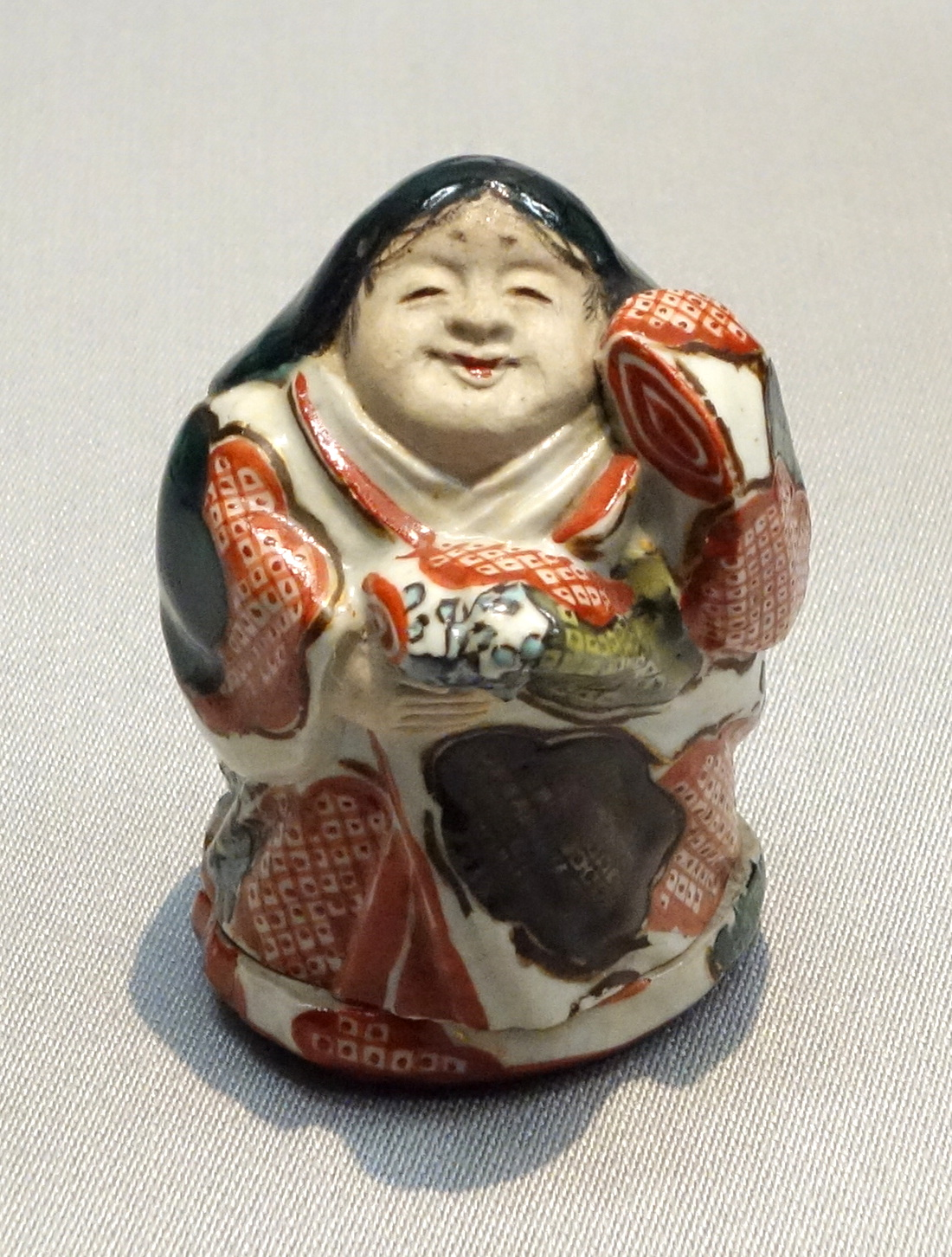
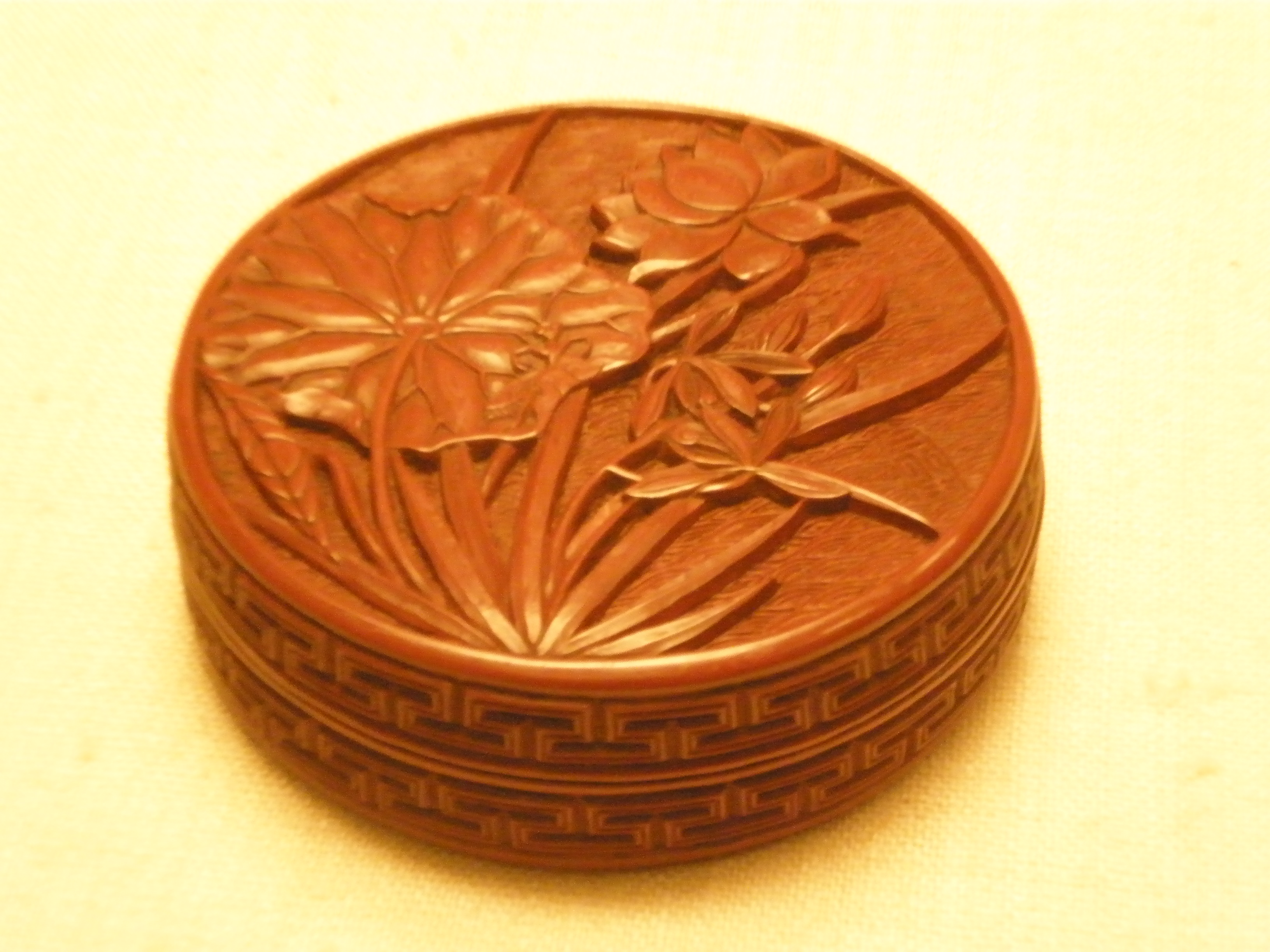
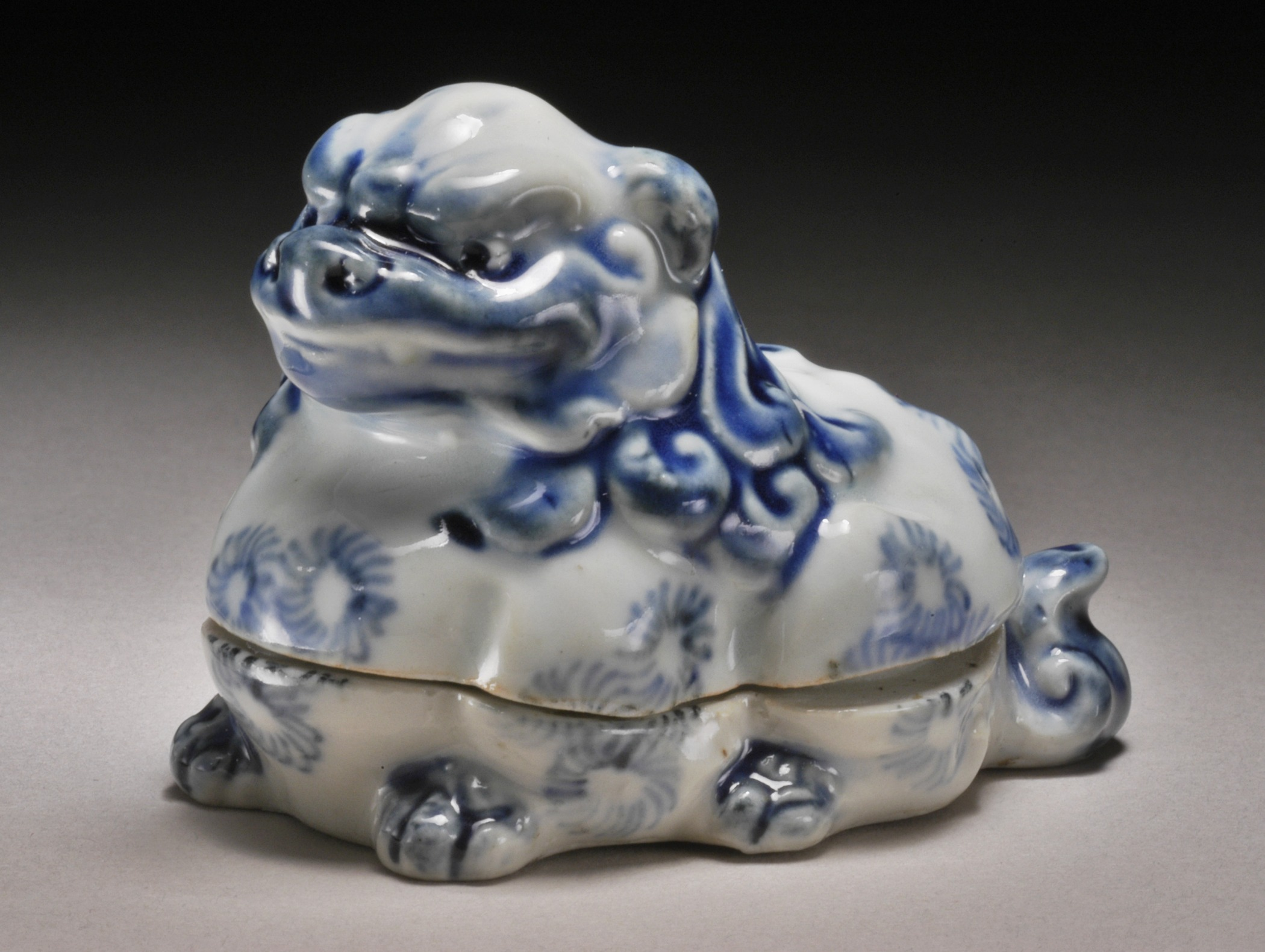